# EC 1.3.7
La EC 1.3.7 è una sotto-sottoclasse della classificazione EC relativa agli enzimi. Si tratta di una sottoclasse delle ossidoreduttasi che include enzimi che agiscono su donatori di elettroni aventi gruppi CH-CH e proteine con cluster ferro-zolfo come accettore.

## Enzimi appartenenti alla sotto-sottoclasse
| numero EC  | nome accettato                                       |
| ---------- | ---------------------------------------------------- |
| EC 1.3.7.1 | 6-idrossinicotinato reduttasi                        |
| EC 1.3.7.2 | 15,16-diidrobiliverdina:ferredossina ossidoreduttasi |
| EC 1.3.7.3 | ficoeritrobilina:ferredossina ossidoreduttasi        |
| EC 1.3.7.4 | fitocromobilina:ferredossina ossidoreduttasi         |
| EC 1.3.7.5 | ficocianobilina:ferredossina ossidoreduttasi         |